# 클라우스 슐체
클라우스 슐체(독일어: Klaus Schulze, 1947년 8월 4일~2022년 4월 26일)는 독일 베를린 출신의 작곡가이다. Richard Wahnfried라는 가명(alias)으로도 알려져 있다.
주로 신시사이저와 시퀀서를 사용하여 미니멀하고 대작다운 곡을 작곡하였다. 분류상 프로그레시브 록의 연장선에서 전자 음악, 크라우트 록으로 간주되지만, 이후 테크노('테크노 팝'이 아닌) 및 일렉트로니카, 앰비언트 음악, 트랜스 운동에도 영향을 주었다.

## 이력
초기에는 탠저린 드림(1969년~1970년)과 아슈라 템펠(1970년~1971년)에 드러머로 참여하고 있었지만, 《Irrlicht》로 솔로 데뷔한다. 이것과 두 번째의 《Cyborg》는 오르간 및 전기 변조를 구사하면서 오케스트라의 현악기를 단음으로 끝없이 울려 이어 나가는 변칙적인 곡조로 한 곡당 시간이 매우 긴 대작 지향인 것을 제외하면 다음 작품과는 구별을 분명히 하고 있다.
세 번째 작품 《Blackdance》 또는 《Picture Music》 이후 신시사이저를 메인으로 현재에 통하는 스타일로 전향한 후에는 30년 넘게 솔로 활동을 계속하면서 많은 작품을 발표해, 초기 신시사이저 음악, 전자 음악의 선구자의 한 사람으로 보인다. 또 솔로 작품은 본명 외에 리하르트 반프리트(Richard Wahnfried)라는 가명을 사용한 적도 있다.
솔로 앨범에서는 딜레이 (이펙터)와 함께 신시사이저의 시퀀스 패턴을 기본으로, 현악기나 우주적인 이미지 효과음이 자주 많이 사용되고 즉흥적인 신시사이저의 솔로 파트가 겹쳐 나가는 유형의 미니멀 음악적인 악곡이 특징이며, 하나의 독자적인 스타일을 확립하고 있다.
하지만 모든 신시사이저만으로 구성된 작품은 의외로 적고, 다른 연주자에 의한 생 악기와 드럼 등의 인력에 따라 연주와 공연이 많은 것도 특징이다. 이 점에서 탠저린 드림과 공통점이 있지만, 탠저린이 더 미니멀 색이 강하고 슐체는 더 고전파의 영향을 받은 중후하고 장엄한 "음악"으로서의 측면이 강하다.
2005년 병으로 쓰러져 한때는 사경을 헤매는 정도의 사태가 되었지만, 완치하여, 2007년 음악 활동에 복귀했다.
다른 아티스트와의 협업 활동으로는 피트 남룩과 함께 제작한 《The Dark Side Of The Moog》시리즈와 쓰토무 야마시타의 《GO》 자신의 앨범(예: 《In Blue》) 등으로 마누엘 괴트슁과 공동 출연 등을 들 수 있다.
또한 일본의 작곡가인 기타로는 1975년 유럽에서 슐체를 만나 기초 신시사이저에 대해 배웠다. 기타로가 당시에 소속되어 있던 밴드 파 이스트 패밀리 밴드 앨범의 프로듀스를 슐체가 행하고 있었다고 하는 관계가 있다.